# Veľké Zálužie
Veľké Zálužie (in ungherese Nyitraújlak) è un comune della Slovacchia facente parte del distretto di Nitra, nella regione omonima.